# Robert Hanbury Brown
Pour les articles homonymes, voir Robert Brown, Hanbury et Brown.
Robert Hanbury Brown (31 août 1916 – 16 janvier 2002) est un astronome et physicien britannique, né à Aruvankadu (en), Inde. Il a apporté d'importantes contributions au développement du radar, et à la radioastronomie.

## Biographie
Titulaire d’une licence en génie électrique d’un lycée technique de Brighton, il envisageait de s’inscrire en thèse à Imperial College London, lorsqu’en 1936, Henry Tizard lui proposa de travailler sur un réseau de détection aérienne (la future Chain Home) au Telecommunications Research Establishment, où il fut actif jusqu'en 1942; puis, au sein du Naval Research Laboratory de Washington, il transposa ce dispositif de radar secondaire aux Etats-Unis avec John William Sutton Pringle : en l'espace de 3 ans, il développa le réseau Rebecca/Eureka,. En 1947, l’expert anglais du radar, Robert Watson-Watt, mit sur pied un bureau d’études chargé de la reconversion civile des équipements militaires. Hanbury-Brown y travailla jusqu’à ce que la société soit transférée au Canada, puis il rejoignit l’équipe de radioastronomie de l’Université de Manchester montée en 1949 par Bernard Lovell, pour y préparer son doctorat. Là, R. Hanbury-Brown assista Cyril Hazard dans l'adaptation d’un radiotélescope de 66,45 m à l’étude des rayons cosmiques. Grâce à cet instrument, ils parvinrent à isoler un rayonnement radio issu de la galaxie d'Andromède, puis Hanbury Brown découvrit des quasars.
Mais Hanbury-Brown est surtout connu pour ses contributions à l’interférométrie, en particulier l’effet Hanbury-Brown, l’un des phénomènes à l’origine des interféromètres d’intensité radio, plus précis que les interféromètres optiques antérieurs. Malgré l’hostilité d'une partie de la communauté scientifique vis-à-vis de leur technique d’amplification d'un prétendu phénomène collectif de particules chargées, Hanbury-Brown et Twiss parvinrent à montrer l'efficacité de leur détecteur.
En 1962, Hanbury-Brown accepta une offre de poste à l’Université de Sydney. Il équipa l’établissement d'un  interféromètre stellaire d'intensité à 23 antennes, installé dans une pâture à Narrabri, en Nouvelle-Galles du Sud. Grâce à cet instrument, R. Hanbury-Brown mesura les diamètres de 32 étoiles, résultat qui jeta les bases de la première échelle de température empirique d’étoiles chaudes. Pour ce travail, il fut décoré Compagnon de l’Ordre d'Australie (1986).

## Prix et distinctions
Il est Fellow de la Royal Society à partir de 1960. Il est également membre de l'Ordre d'Australie.
- Médaille Lyle (1970)
- Médaille Albert A. Michelson (d)
- Prix Holweck (1959)
- Médaille Eddington (1968)
- Médaille Hughes (1971)